# Ечари
Ечари (фр. Etcharry) насеље је и општина у југозападној Француској у региону Аквитанија, у департману Атлантски Пиринеји која припада префектури Бајон.
По подацима из 2011. године у општини је живело 126 становника, а густина насељености је износила 16,96 становника/km². Општина се простире на површини од 7,43 km². Налази се на средњој надморској висини од 132 метара (максималној 227 m, а минималној 86 m).

## Демографија
| 1962. | 1968. | 1975. | 1982. | 1990. | 1999. | 2011. |
| ----- | ----- | ----- | ----- | ----- | ----- | ----- |
| 205   | 148   | 146   | 153   | 143   | 122   | 126   |

График промене броја становника у току последњих година